# Gogoșu, Mehedinți
Gogoșu là một xã thuộc hạt Mehedinți, România. Dân số thời điểm năm 2002 là 5442 người.